# Megaceryle lugubris
El martín gigante asiático (Megaceryle lugubris) es una especie de ave coraciforme de la familia Megaceryle que vive en Asia. 

## Descripción

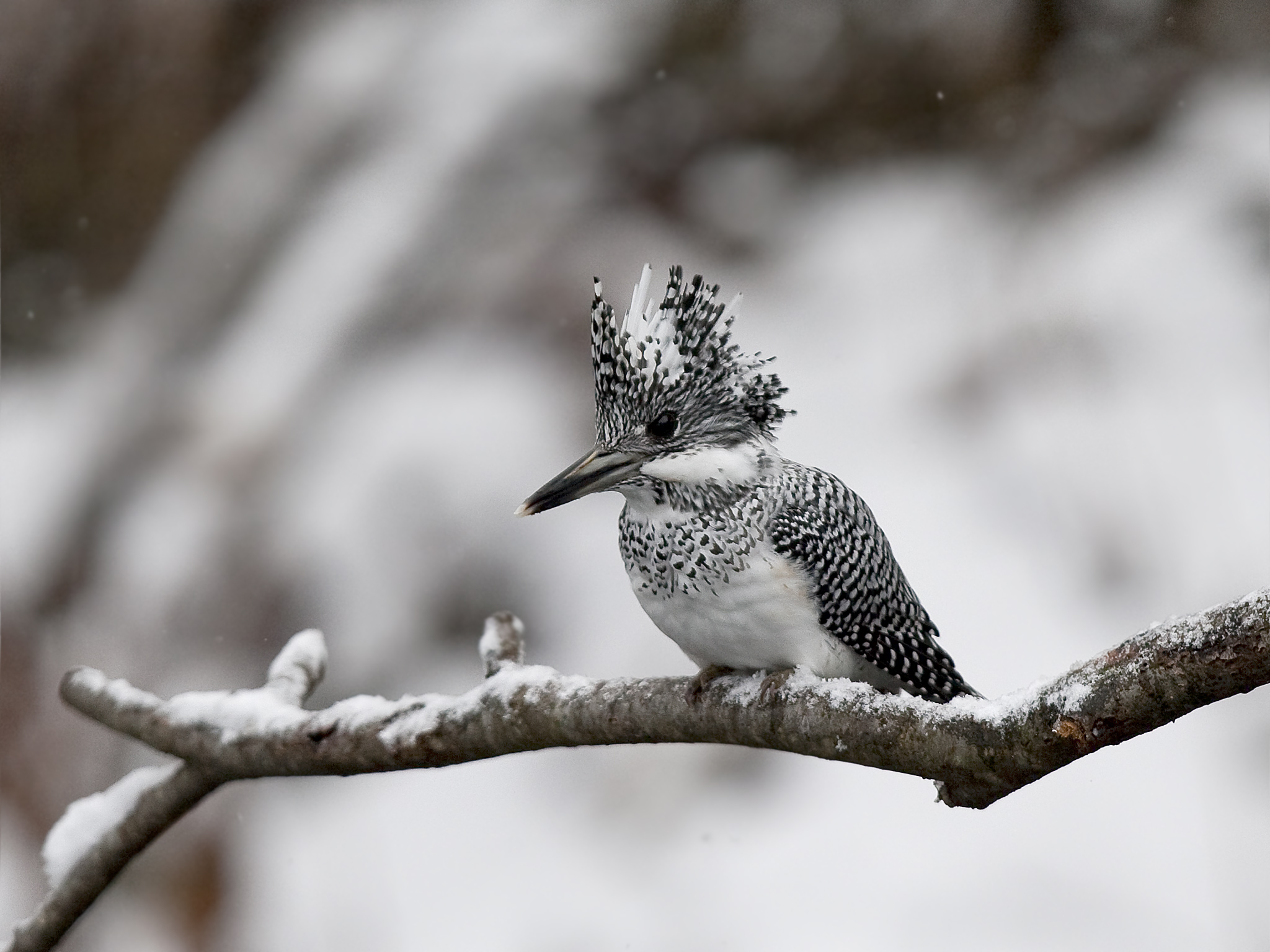
Ejemplar en Japón.

El martín gigante asiático mide alrededor de 41 cm de largo. El plumaje de sus partes superiores es negro densamente moteado en blanco, y sus partes inferiores y cuello son blancos, con el pecho salpicado de pequeñas vetas negras, a veces mezcladas con vetas castaño rojizas. A diferencia de otros martines pescadores carece de lista superciliar.

## Distribución y hábitat
Habita en el Himalaya y las estribaciones montañosas del norte de la India, Bangladés, Bután y Birmania, el norte de Indochina, China, Corea y Japón. 
Se encuentra principalmente en los ríos de montaña y los ríos más grandes junto a las faldas de las montañas.